# Wandrers Nachtlied
Wandrers Nachtlied is de titel van twee gedichten van de Duitse dichter Johann Wolfgang von Goethe, geschreven in 1776 en 1780. Het eerste gedicht werd geschreven in 1776, het tweede in 1780, en voor het eerst samengevoegd uitgegeven in Werke Teil I in 1815 met de titels Wandrers Nachtlied en Ein gleiches.
Wandrers Nachtlied uit 1780 behoort met Erlkönig en Heidenröslein tot Goethes bekendste gedichten en is door tientallen componisten tot in de twintigste eeuw toe op muziek gezet, onder andere door Franz Schubert in 1815 en 1822, door Fanny Mendelssohn in 1835, Franz Liszt in 1848 en 1859 en Alphons Diepenbrock in 1886 en 1908.

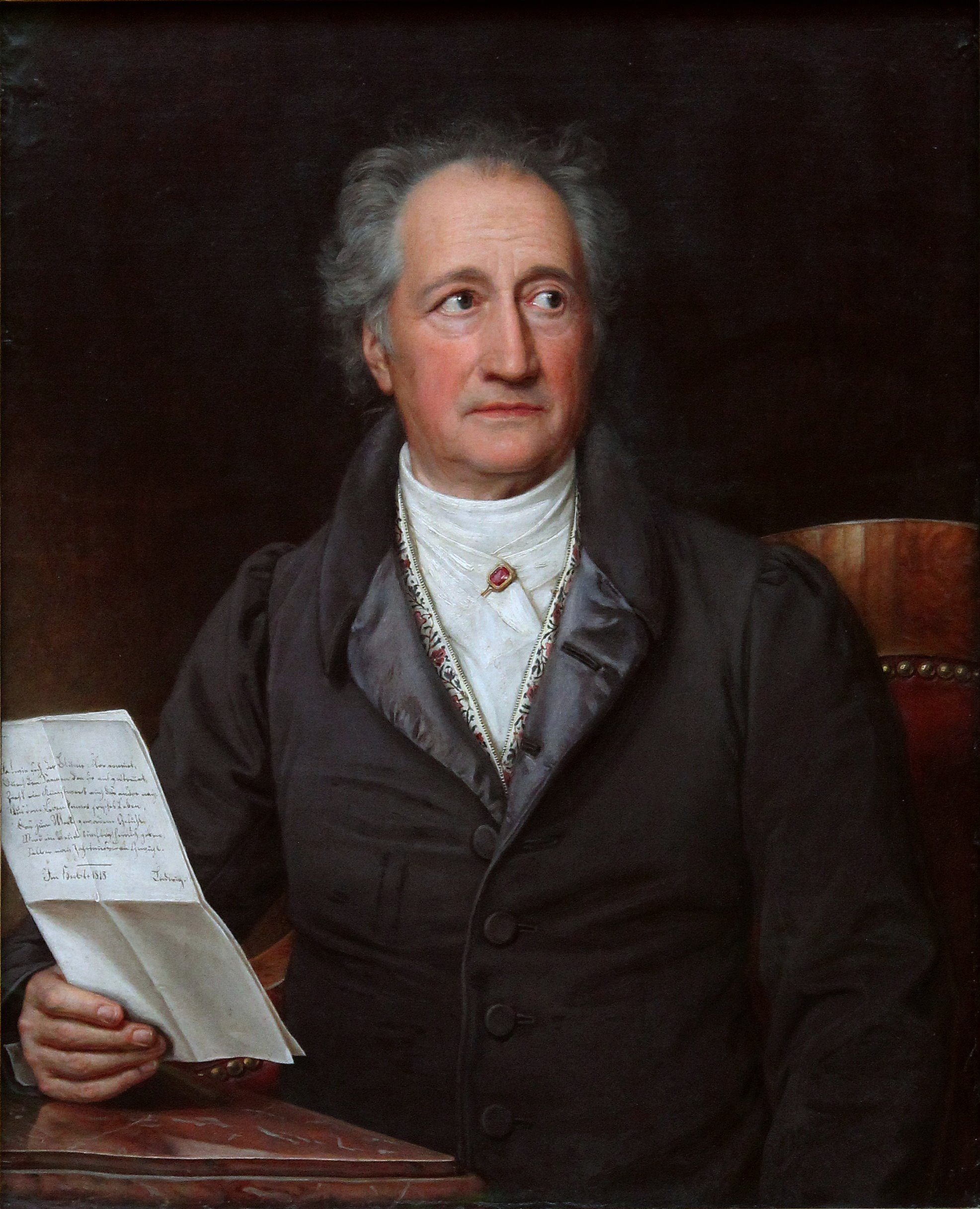
Johann Wolfgang von Goethe
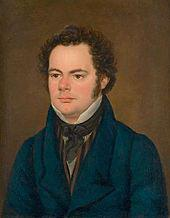
Franz Schubert door Franz Eybl (1827)
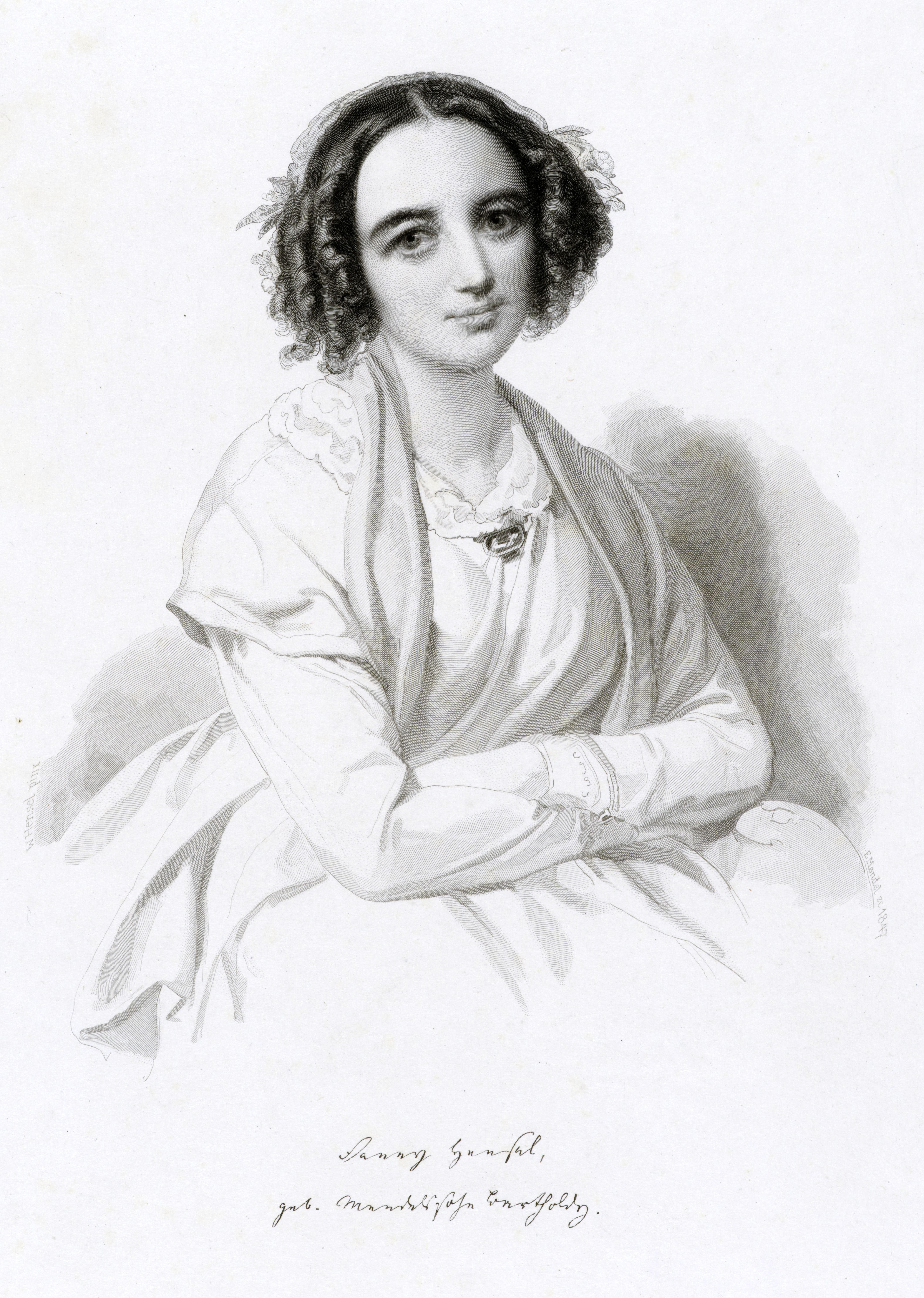
Fanny Hensel, geb. Mendelsohn-Bartholdy
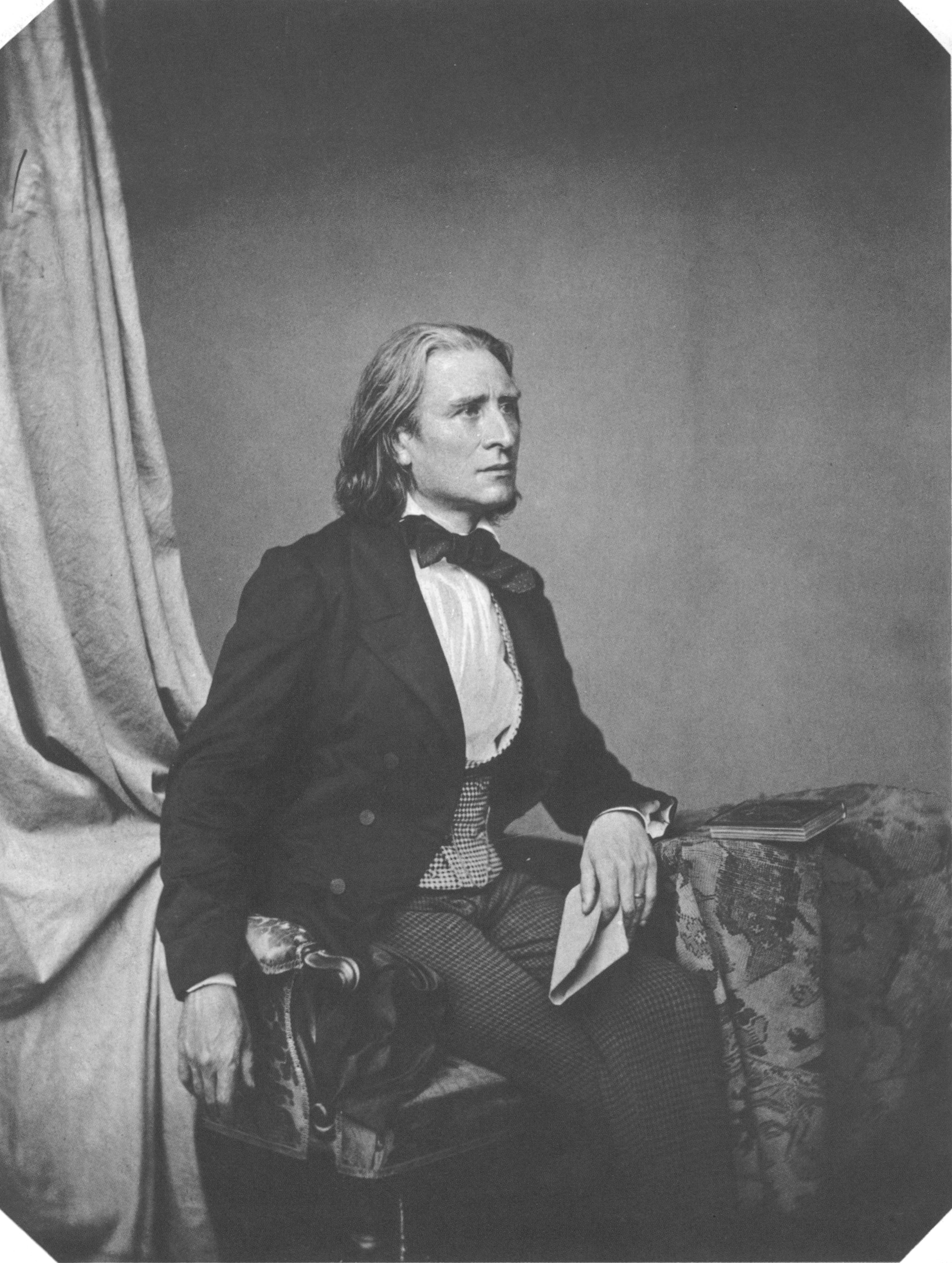
Franz Liszt

## Wandrers Nachtlied I
Het manuscript van het eerste gedicht stamt uit een brief van Goethe aan zijn vriendin Charlotte von Stein en maakt melding van de helling van de Ettersburg op 12 februari 1776 en is vermoedelijk onder een boom geschreven, die later de Goethe-eik werd genoemd. De zesentwintigjarige Goethe vestigde zich in Weimar in 1775 als bestuursambtenaar op uitnodiging van de hertog van Sachsen-Weimar. Na zijn publicatie van de roman Die Leiden des jungen Werthers het voorafgaande jaar was hij in een klap beroemd geworden. Hij werd in 1774 bevriend met de zeven jaar oudere hofdame Charlotte von Stein, die hem onder ogen gebracht zou hebben dat zijn Sturm und Drang habitus geen perspectief voor de toekomst bood en hij, ondanks zijn hang naar reizen en het schrijverschap en zijn weerzin tegen bestuurszaken, er beter aan deed zich met een gevestigd bestaan te verzoenen. Het gedicht zou dit conflict dan als thema hebben: "Was soll all der Schmerz und Lust? Süsser Friede, komm, ach komm in meine Brust!" Voor de editie van zijn Werke, gepubliceerd door Göschen in 1789, liet Goethe in de tweede regel “alle vreugde en pijn” veranderen” in “alle leed en pijn” en in de zesde regel “alle kwelling en plezier” door alle pijn en plezier”.
| OrigineelDer du von dem Himmel bist, Alles Leid und Schmerzen stillst, Den, der doppelt elend ist, Doppelt mit Entzückung füllst, Ach, ich bin des Treibens müde! Was soll all der Schmerz und Lust? Süsser Friede, Komm, ach komm in meine Brust! | VertalingJij die van de hemel bent, Alle leed en pijn verhult, Al wie dubbele ellende kent, Dubbel met vertroosting vult. Ach, ik ben zo moe gestreden! Waartoe dienen lust en pijn? Zoete vrede, Kom, ach kom, daal neer in mij.— Vertaling door Koen Stassijns |

## Wandrers Nachtlied II
Het gedicht Wandrers Nachtlied schreef Goethe waarschijnlijk op de avond van 6 september 1780 op de wand van een houten jachtopzienershut bovenop de Kickelhahnberg, waar hij volgens een brief aan Von Stein de nacht doorbracht. Meer dan een halve eeuw later bezocht de tweeëntachtig jarige Goethe op 27 augustus 1831, zes maanden voor zijn dood, de hut opnieuw waar hij vroeger met zijn knecht acht dagen had doorgebracht. Hij herkende zijn verbleekte potloodtekst op de wand en begon te snikken. Zijn begeleider, mijninspecteur Johann Christian Mahr: “Goethe überlas diese wenige Verse, und Thräne flossen über seine Wangen. Ganz langsam zog er sein schneeweiszes Taschentuch aus seinen dunkelbraunen Tuchrock, trocknete sich die Thräne und sprach in sanftem, wehmütigem Ton: “Ja: warte nur, balde ruhest du auch!”, schwieg eine halbe Minute, sah nochmals durch das Fenster in düster Fichtenwald und wendete sich darauf zu mir mit den Worten: “Nun wollen wir wieder gehen.” Na 1831 is de tekst verdwenen.
| OrigineelÜber allen Gipfeln Ist Ruh', In allen Wipfeln Spürest du Kaum einen Hauch; Die Vögelein schweigen im Walde. Warte nur, balde Ruhest du auch. | VertalingBoven elke bergtop heerst rust, in elke boomkruin bespeur je amper nog een zucht; de vogels zwijgen in het loof. Wacht maar, spoedig rust jij ook.— Vertaling door Menno Wigman |

Afgebrand in 1870 werd de hut vier jaar later herbouwd. Na een vertaalconferentie in 1999 ter gelegenheid van Goethes tweehonderdvijftigste verjaardag werden in de hut drie glaspanelen geïnstalleerd met het gedicht in het origineel en vijftien vertalingen.

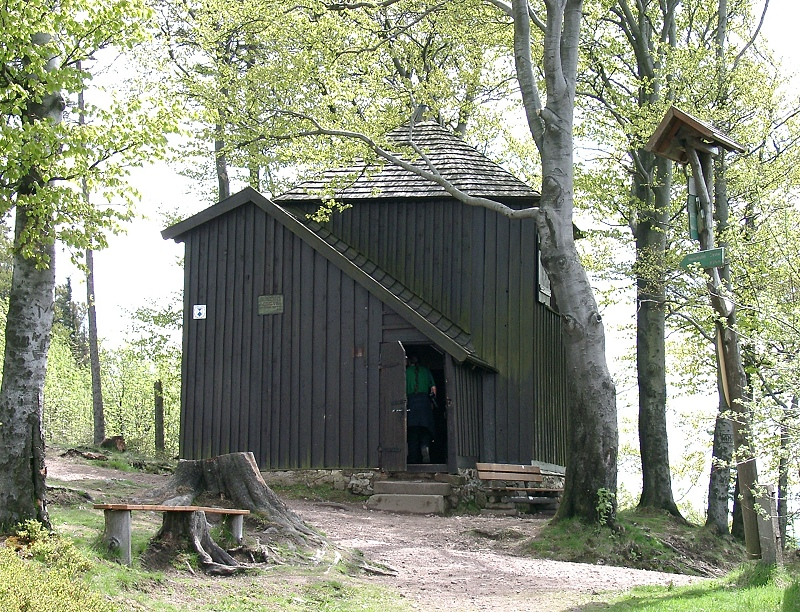
Jachtopzienershut op de Kickelhahnberg
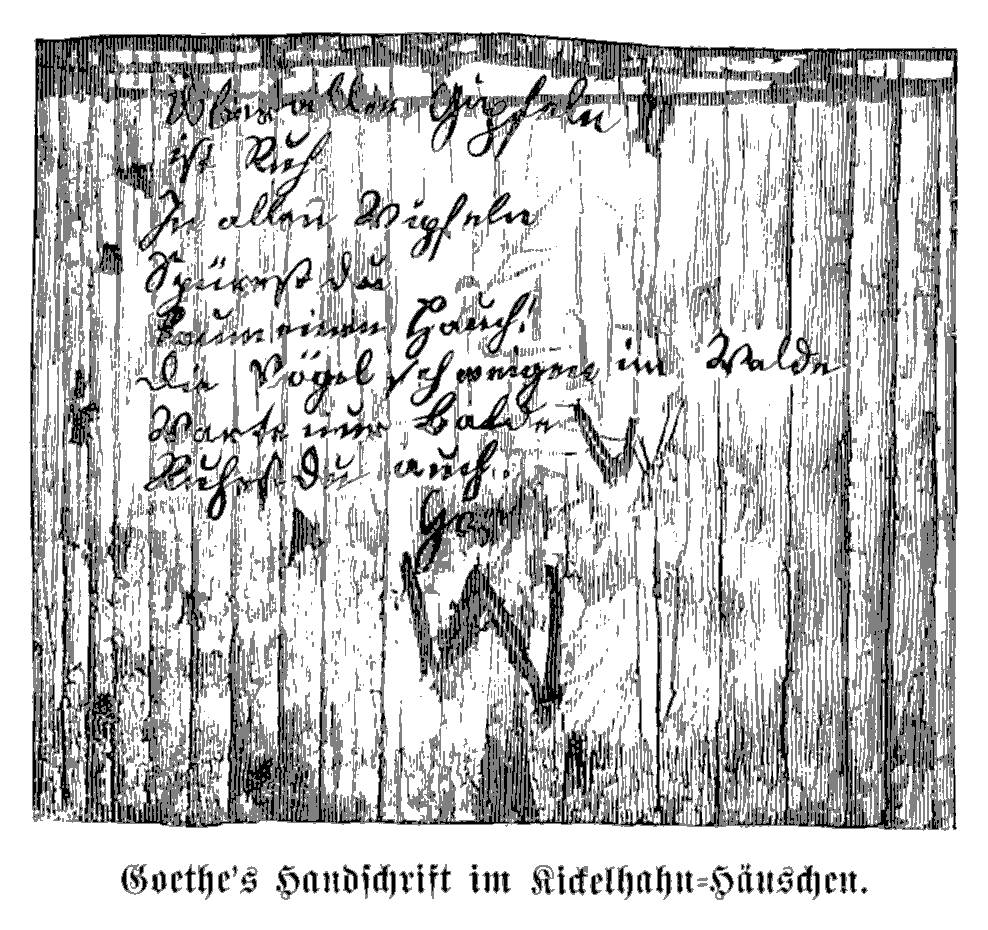
Goethes handschrift in de hut

## Toonzetting

### Schubert
Franz Schubert koesterde een grote verering voor Goethe en zette Wandrers Nachtlied uit 1780 in 1823 op muziek (D 768, Opus 96 Nr. 3), opgedragen aan Fürstin KInsky, in toonsoort Bes groot met tempoaanduiding Langsam. Zijn door-gecomponeerde benadering verdeelt het gedicht in drie delen, overeenstemmend met de overgang van de dode natuur via de dieren naar de mens. De stem pauzeert kort, slechts een achtste noot, na “im Walde” en de piano geeft even het nauwelijks waarneembare (“kaum”) geruis van de natuur weer om dan over te gaan in het donkere G mineur voor “Warte nur”. De laatste twee regels worden dramatisch herhaald. Het is Schuberts laatste compositie van een gedicht van Goethe. Deze heeft zich in een brief aan zijn Berlijnse vriend Carl Zelter, die veel liederen naar gedichten van hem toonzette (leraar van ook Fanny Mendelssohn) lovend uitgelaten over diens compositie van zijn Nachtlied. Op alle toezending van zijn vele liederen naar zijn gedichten, onder andere Erlkönig en Gretchen am Spinnrade, heeft Schubert echter nooit antwoord gekregen.
Het lied Der du von dem Himmel (D 768, Opus 96 Nr. 3) kwam al op 5 juli 1815 tot stand en werd in 1827 een jaar voor Schuberts dood uitgegeven.

### Fanny Hensel-Mendelssohn
Twaalf jaar na de vertolking van Schubert zette ook Fanny Mendelssohn in 1835 het Nachtlied uit 1780 op muziek. Onder druk van haar familie publiceerde zij haar composities niet. Pas een jaar voor haar dood in 1847 publiceerde zij, buiten medeweten van haar familie, maar wel met steun van haar echtgenoot, voor het eerst onder eigen naam. Ook Wandrers Nachtlied, genummerd als haar tweehonderdenvijftachtigste compositie, is postuum uitgegeven.  De opbouw van haar compositie bestaat eveneens uit drie delen. Maar zij richt zich op het rijmschema door de zesde en zevende regel binnen dezelfde sectie te plaatsen. Om de verbinding en de continuïteit tussen de eerste twee secties te benadrukken bezit de melodie een regelmatig karakter van cantabile, gekleurd door chromatische versieringen van de motieven. De pianopartij voorziet niet alleen in harmonische ondersteuning met snelle harmonische ontwikkeling, maar krijgt eveneens een actieve rol met een verscheidenheid van figuraties over en weer in begeleiding en melodie. Voor het “Warte nur, balde ruhest du auch.” in de twee laatste regels van het gedicht staan uitwaaierende akkoordenschema's in de pianobegeleiding om het zoeken naar vrede te benadrukken. Vervolgens keert de muziek naar de oorspronkelijke toonaard terug en zijn rust en vrede uiteindelijk daar.